# Mainz Emergency Evaluation Score
Der Mainz Emergency Evaluation Score (MEES) ist ein Scoring-System zur Schweregradeinteilung bei traumatisierten Patienten, um die Effektivität der präklinischen Versorgung von Patienten durch den Rettungsdienst zu dokumentieren und nachhaltig zu verbessern. Er wurde 1992 von Hennes und Mitarbeitern veröffentlicht und 1999 an das DIVI-Notfallprotokoll 4.0 angepasst.

## Aufbau
Der im deutschen Sprachraum gebräuchliche, dem vor allem im angloamerikanischen Raum verwendeten Rapid Acute Physiology Score (RAPS) vergleichbare, MEES basiert auf mehreren verschiedenen Parametern (siehe unten) und wird zu Beginn der Behandlung und bei Übergabe in der Notaufnahme erhoben.

Der MEES berücksichtigt neben der Glasgow Coma Scale (GCS) auch Vitalparameter wie Blutdruck, Sauerstoffsättigung und Herzfrequenz.
Aus den insgesamt sieben betrachteten Vitalparametern, die jeweils mit maximal 4 Punkten (= physiologischer Zustand) und mindestens 1 Punkt (= lebensbedrohlicher Zustand), ergibt sich eine maximale Punktzahl von 28, ein minimaler Score von 7 Punkten.

Ist nur ein einziger Parameter mit einer 1 bewertet worden, so wird der gesamte Score mit einem * versehen, um die lebensbedrohliche Situation nicht durch eine hohe Punktzahl zu verfälschen.

Die beiden dadurch erhaltenen Werte (MEES1 (Eintreffen des Rettungsdienstes) und MEES2 (Übergabe)) werden am Ende voneinander subtrahiert und der Wert ΔMEES ermittelt.

Dabei gilt:
- ΔMEES ≥ +2 - Verbesserung des Patientenzustandes
- ΔMEES 0 ±1 - keine signifikante Veränderung
- ΔMEES ≤ −2 - Verschlechterung des Patientenzustandes

## Bewertung im Überblick
| Parameter         | Bewertung           | Wertegrenzen Erwachsener                            | Wertegrenzen Kleinkind                                      |
| ----------------- | ------------------- | --------------------------------------------------- | ----------------------------------------------------------- |
| GCS               | 4                   | 15                                                  | 15-13                                                       |
| GCS               | 3                   | 14-12                                               | 12-11                                                       |
| GCS               | 2                   | 11-8                                                | 10-8                                                        |
| GCS               | 1                   | ≤ 7                                                 | ≤ 7                                                         |
| Herzfrequenz      | 4                   | 60-100                                              | ≥ 111                                                       |
| Herzfrequenz      | 3                   | 50-59; 101-130                                      | 110-90                                                      |
| Herzfrequenz      | 2                   | 40-49; 131-160                                      | 89-60                                                       |
| Herzfrequenz      | 1                   | ≤ 39; ≥ 160                                         | ≤ 59                                                        |
| Atemfrequenz      | 4                   | 12-18                                               | ungestörter Spontanatmung                                   |
| Atemfrequenz      | 3                   | 8-11; 19-24                                         | Nasenflügeln                                                |
| Atemfrequenz      | 2                   | 5-7; 25-30                                          | Einziehungen/Stridor                                        |
| Atemfrequenz      | 1                   | ≤ 4; ≥ 31                                           | Schnappatmung/Apnoe                                         |
| Herzrhythmus      | 4                   | Sinusrhythmus                                       | Sinusrhythmus                                               |
| Herzrhythmus      | 3                   | SVES, VESmono                                       | SVES, VESmono                                               |
| Herzrhythmus      | 2                   | Arrhythmia absoluta, VESpoly                        | Arrhythmia absoluta, VESpoly                                |
| Herzrhythmus      | 1                   | Ventrikuläre Tachykardie, Kammerflimmern, Asystolie | Ventrikuläre Tachykardie, Kammerflimmern, Asystolie         |
| Schmerz           | 4                   | kein Schmerz                                        | kein Schmerz                                                |
| Schmerz           | 3                   | leichter Schmerz                                    | leichter Schmerz                                            |
| Schmerz           | 2                   | starker Schmerz                                     | starker Schmerz                                             |
| Schmerz           | entfällt            | entfällt                                            | entfällt                                                    |
| Blutdruck (mm/Hg) | 4                   | 120/80 - 140/90                                     | kräftiger Radialis- bzw. Brachialispuls                     |
| Blutdruck (mm/Hg) | 3                   | 100/70 - 119/79; 141/91 - 159/94                    | gerade tastbarer Radialispuls                               |
| Blutdruck (mm/Hg) | 2                   | 80/60 - 99/69; 160/95 - 229/119                     | kräftiger Carotis- bzw. Femoralispuls                       |
| Blutdruck (mm/Hg) | 1                   | ≤ 79/59; ≥ 230/120                                  | gerade tastbarer oder fehlender Carotis- oder Femoralispuls |
| SpO2 (%)          | 4                   | 100-96                                              | 100-96                                                      |
| SpO2 (%)          | 3                   | 95-91                                               | 95-91                                                       |
| SpO2 (%)          | 2                   | 90-86                                               | 90-86                                                       |
| SpO2 (%)          | 1                   | ≤ 85                                                | ≤ 85                                                        |
|                   | Summe (= MEES-Wert) |                                                     |                                                             |

## Diskussion
Allein durch den Umfang der Tabelle wird deutlich, dass die MEES relativ zeitaufwendig ist und am besten nach einem Einsatz und nicht parallel dazu erhoben werden sollte. Sämtliche relevanten Werte werden standardmäßig auf einem Einsatzprotokoll festgehalten, sodass ein nachträgliches Ermitteln der Punktzahl auch möglich ist.
Die Skala dient nicht primär dazu, einen Patientenstatus zu bewerten, sondern die Arbeit des Rettungsdienstpersonals. Daher ist eine nachträgliche Auswertung vor allem mit Hinblick auf Qualitätssicherung und -steigerung möglich.
Durch Aufnahme weiterer physiologischer Variablen lässt sich der für Trauma-Patienten entwickelte MEES für alle Notfallpatienten anwenden.